# Eisenbahninfrastruktur
Eisenbahninfrastruktur ist ein Begriff aus dem Eisenbahnwesen, der dazu dient, entsprechend den einschlägigen Europäischen Richtlinien die beiden relevanten Tätigkeiten im Eisenbahnbereich zu unterscheiden, nämlich
- Erbringen von Eisenbahnverkehrsleistungen (Eisenbahnverkehrsunternehmen) und
- Bau und Betrieb der dafür nötigen Anlagen (Infrastrukturbetreiber).

§ 2 Absatz 3  Allgemeinen Eisenbahngesetzes:
„Das Betreiben einer Eisenbahninfrastruktur umfasst den Bau und die Unterhaltung von Schienenwegen sowie die Führung von Betriebsleit- und Sicherheitssystemen. Zur Eisenbahninfrastruktur zählen auch Gebäude, die der Verwaltung der Eisenbahninfrastruktur dienen, Gebäude, in denen sich Verkaufs- und Abfertigungseinrichtungen für den Personen- und Güterverkehr befinden, sowie ortsfeste und bewegliche Verkaufs-, Abfertigungs- und Verladeeinrichtungen, sofern sie jedem Eisenbahnunternehmen zur Verfügung stehen.“
Eine vergleichbare Definition findet sich auch in Artikel 62 des schweizerischen Eisenbahngesetzes.
Neben den Bahnanlagen gehören zur Eisenbahninfrastruktur demgemäß auch deren betriebliche Instandhaltung mit entsprechenden personalen Arbeitsleistungen.
Durch die EU-Richtlinien des zweiten Eisenbahnpaketes (Richtlinien 91/440/EWG und 2001/14/EG) wird eine weitgehende rechnerische und organisatorische Trennung von vertikal integrierten Eisenbahnunternehmen (das heißt, von Unternehmen die sowohl Eisenbahnverkehrsleistungen erbringen als auch eine Eisenbahninfrastruktur betreiben) vorgegeben. Im Anhang II zur Richtlinie 2001/14/EG werden die vom Eisenbahninfrastrukturunternehmen zu erbringenden Leistungen näher spezifiziert.